# Terrestrial Verses
Terrestrial Verses es una película dramática iraní coescrita y dirigida por Ali Asgari y Alireza Khatami.
La película fue seleccionada para competir en la sección oficial (Un Certian Regard) de la 76° edición.

## Reparto
- Majid Salehi
- Gohar Kheirandish
- Farzin Muhaddit
- Sadaf Asgari
- Hossein Soleimani
- Faeze Rad
- Arca de Bahram
- Servin Bahetian
- Púrpura Shabani
- Ardeshir Kazemi

## Producción
Terrestrial Verses es el tercer largometraje de Ali Asgari.Alireza Khatami, quien colaboró con Asgari en la película Ta Farda (2022), está involucrada en la escritura y dirección de esta película. La película fue producida por Asgari y Milad Khosravi, con Khatami y Rihaneh Rad como coproductores. Adib Sobhani y Ehsan Vazaghi trabajaron como director de filmación y editor, respectivamente. Sadaf Asgari, quien previamente había actuado en las películas Disappearance (2017) y Delay (2018). Farda Asgari, también fue elegido para actuar en esta película.